# Messestadt West (métro de Munich)
Messestadt West (en allemand : U-Bahnhof Moosfeld) est une station de la ligne U2 du métro de Munich. Elle est située sous la Willy-Brandt-Platz, dans le secteur de Trudering-Riem, à Munich en Allemagne.
Mise en service en 1999, elle est desservie par les rames de la ligne U2 du métro.

## Situation sur le réseau

Plan du métro (2020).

Établie en souterrain, Messestadt West est une station de passage de la ligne U2 du métro de Munich. Elle est située entre la station Moosfeld, en direction du terminus nord Feldmoching, et la station Messestadt Ost terminus sud-est,.
Elle dispose, d'un quai central encadré par les deux voies de la ligne U2,.

## Services aux voyageurs

### Accès et accueil

Installations
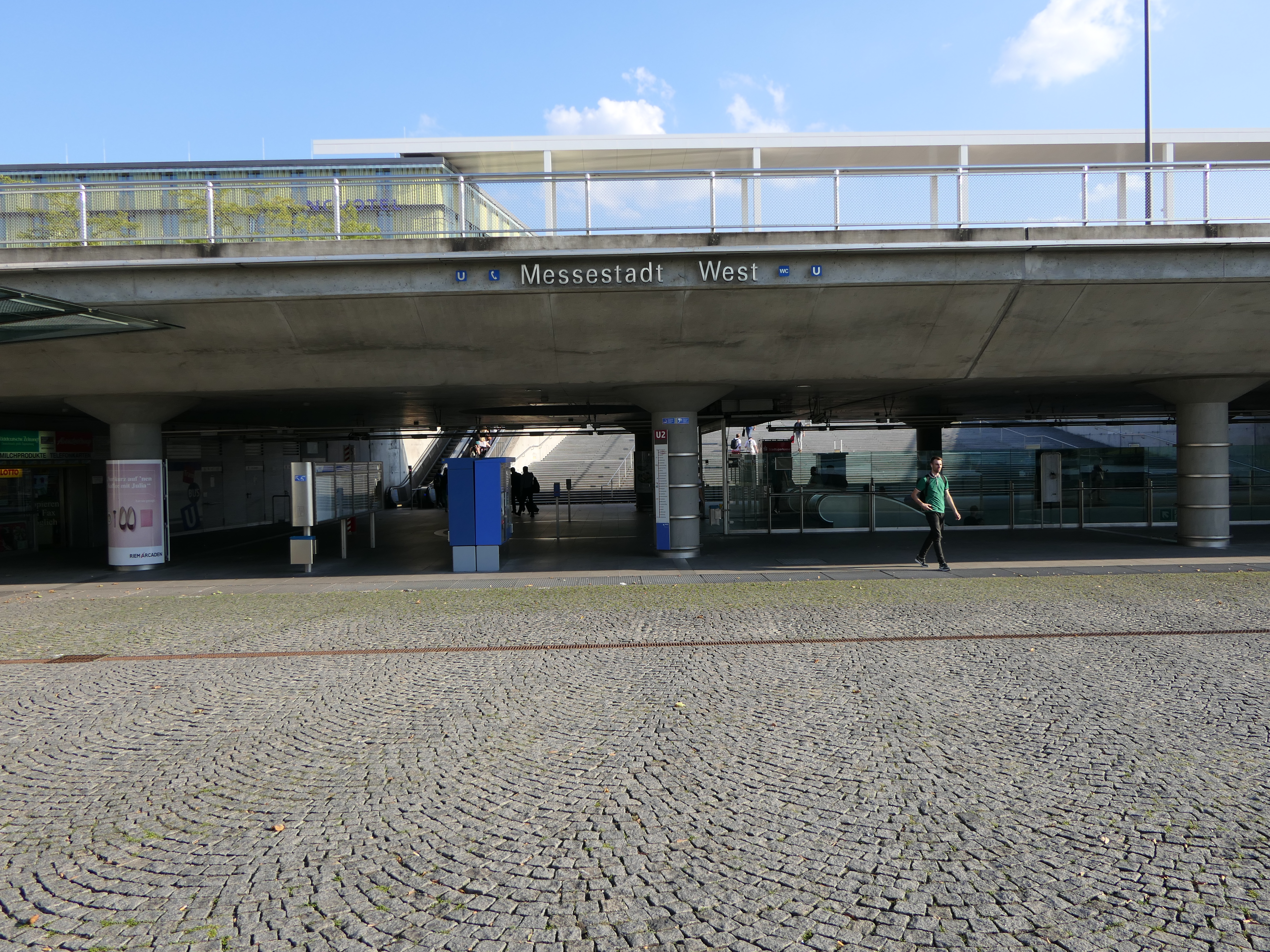
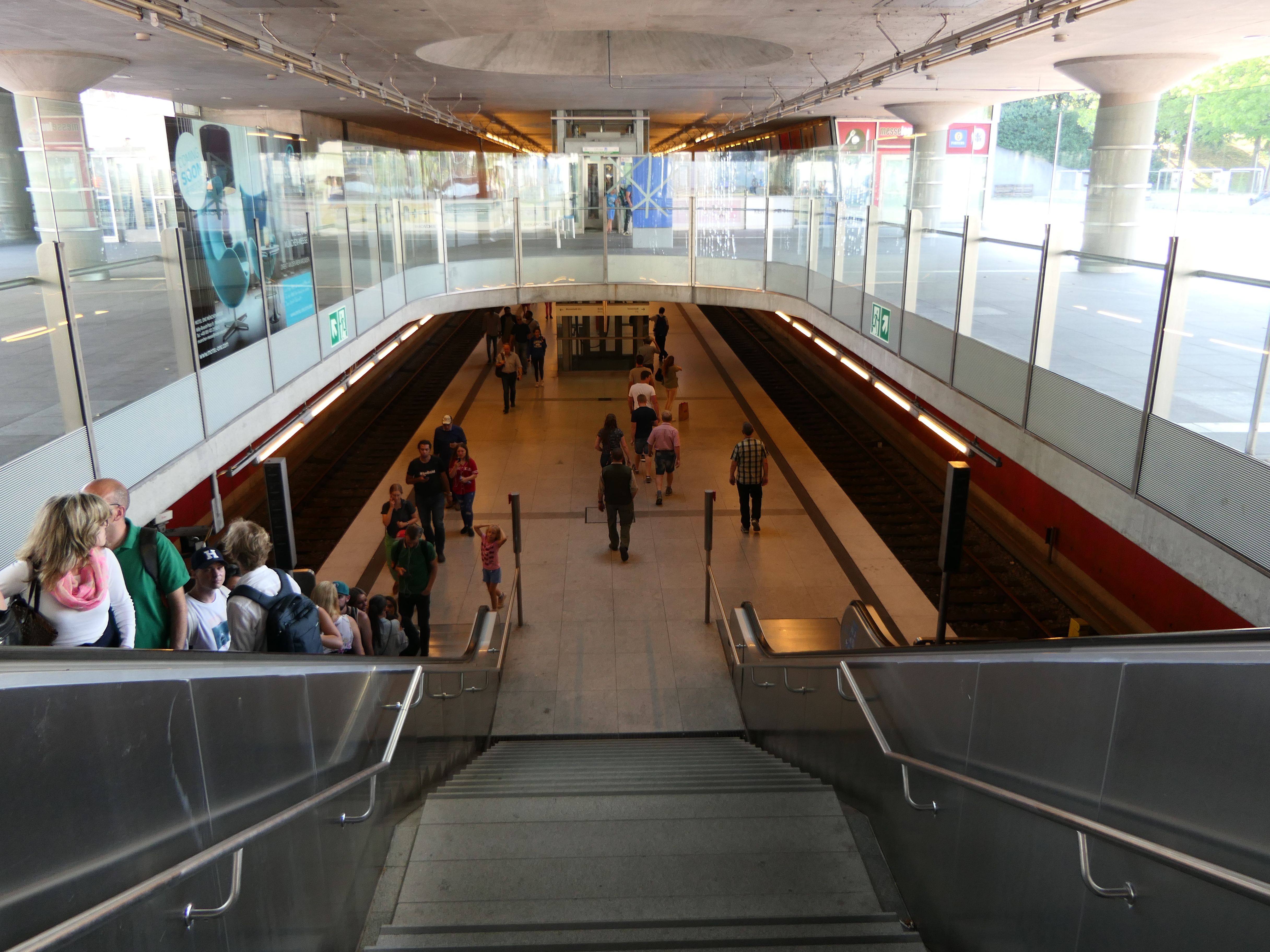
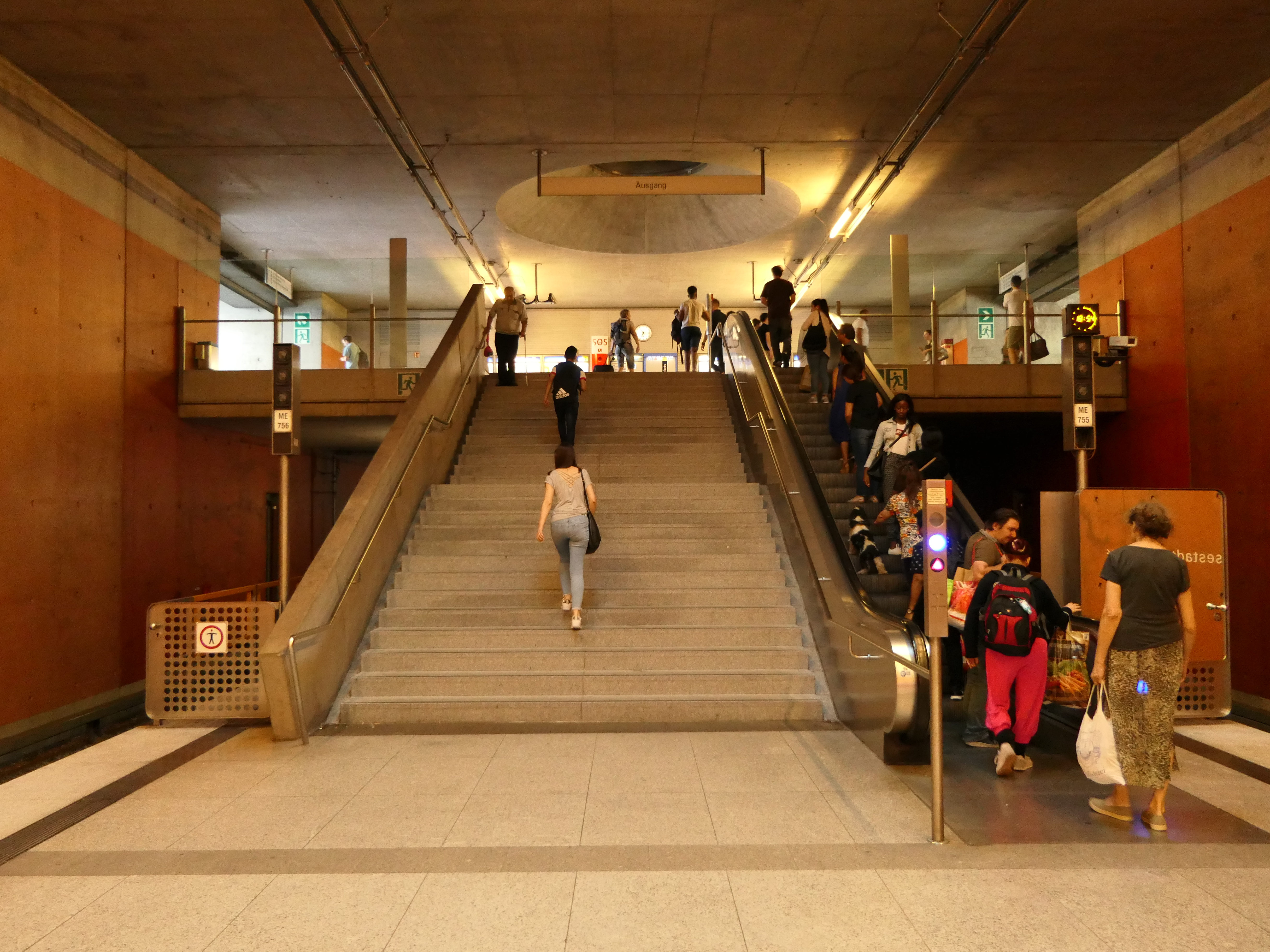

### Desserte

Installations
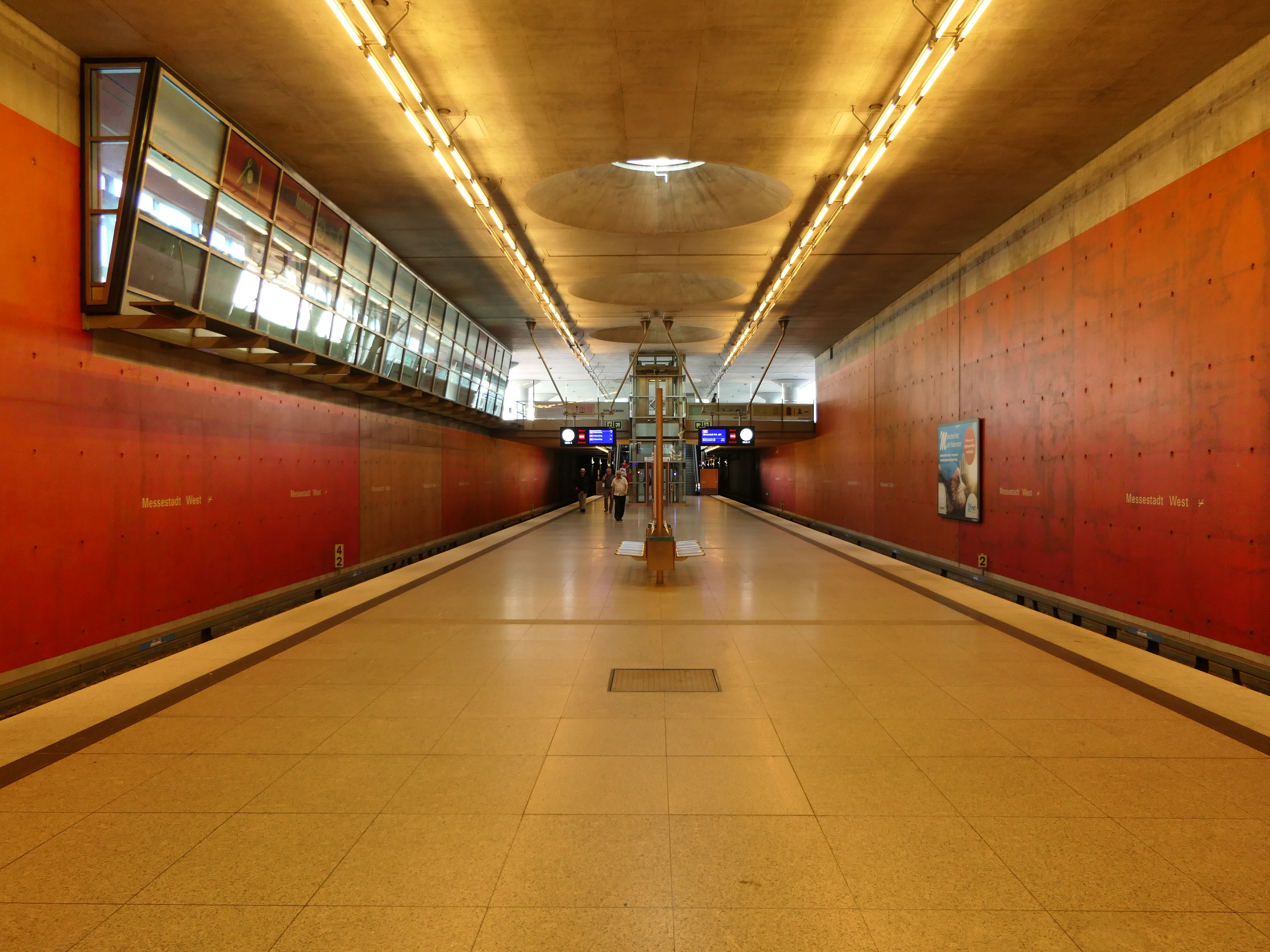
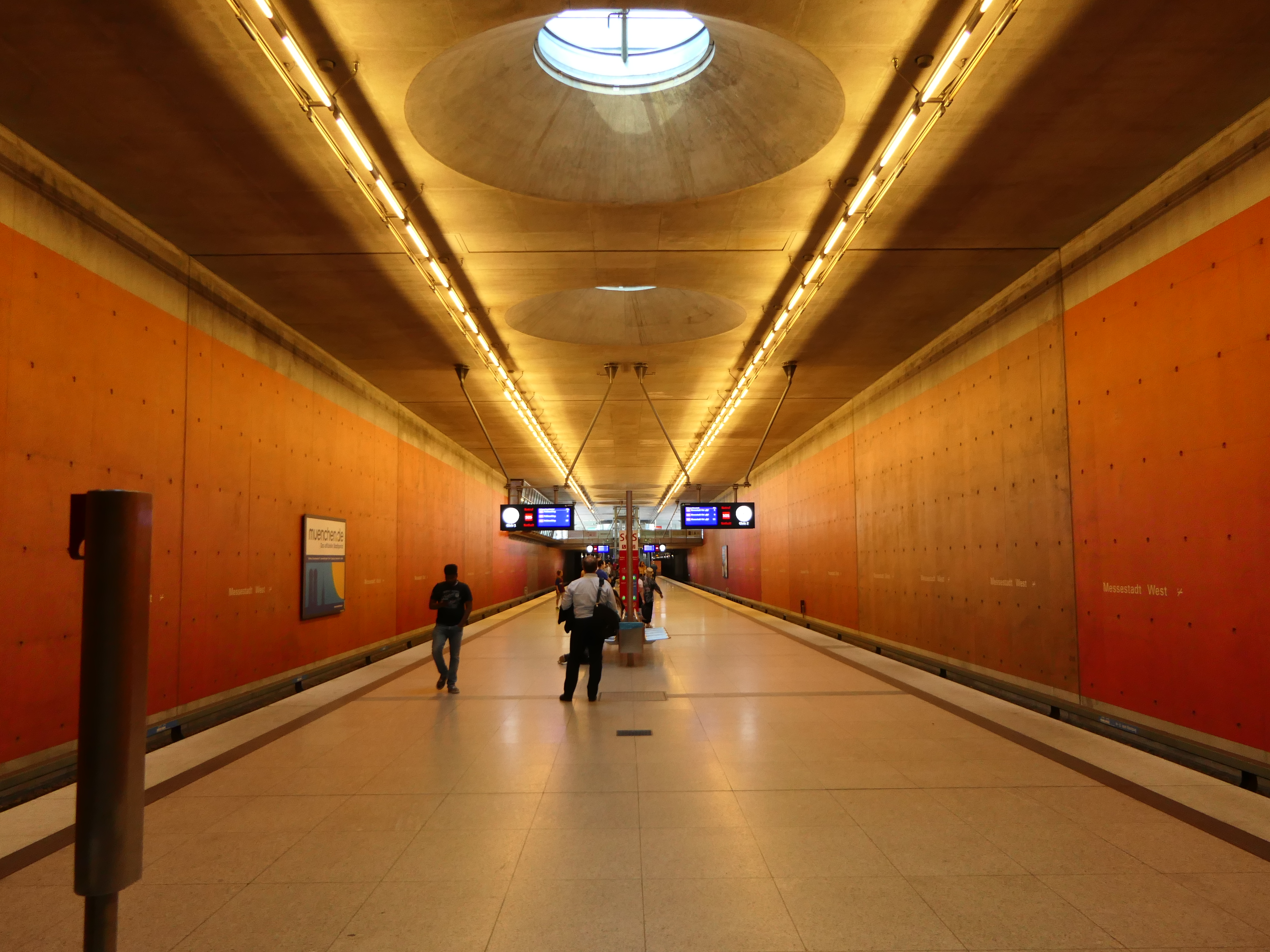
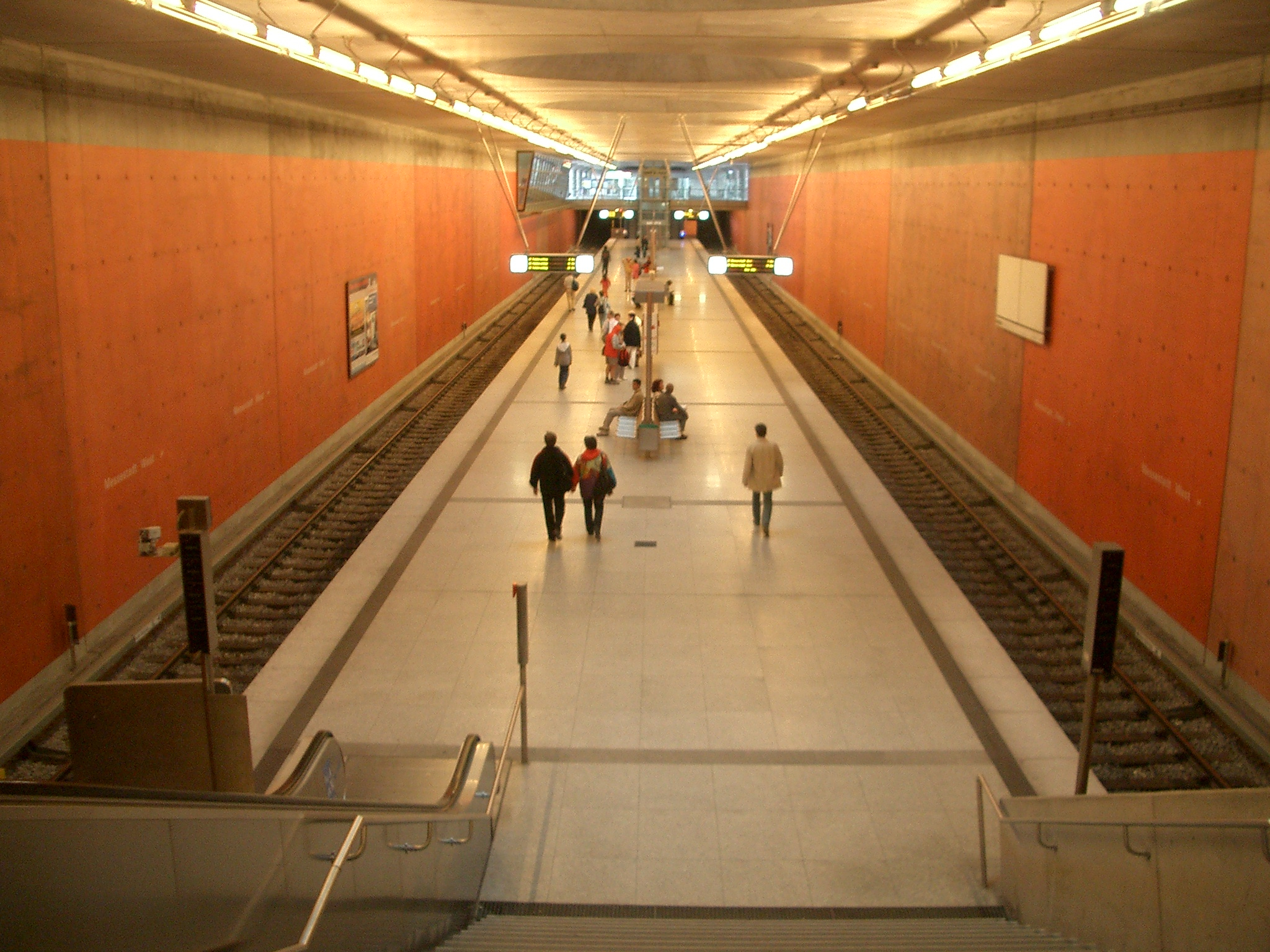

## À proximité
- Centre des expositions de Munich